# Silke Mackenthun
Silke Mackenthun (* 25. April 1962 in Hamburg) ist eine deutsche Politikerin und ehemalige Landtagsabgeordnete (Bündnis 90/Die Grünen).

## Leben und Beruf
Nach dem Schulbesuch mit dem Abschluss Abitur studierte sie Architektur an der Fachhochschule Bielefeld.
Der Partei Bündnis 90/Die Grünen gehört Mackenthun seit 1991 an. Sie ist in zahlreichen Parteigremien tätig. 

## Abgeordnete
Vom 1. Juni 1995 bis zum 1. Juni 2000 war Mackenthun Mitglied des Landtags des Landes Nordrhein-Westfalen. Sie wurde über die Landesliste ihrer Partei gewählt. Außerdem war sie im Rat der Stadt Porta Westfalica vertreten.